# Osiedle Żeromskiego (Skarżysko-Kamienna)
Osiedle Żeromskiego – osiedle administracyjne Skarżyska-Kamiennej, usytuowane w centralnej części miasta.
Osiedle obejmuje tereny na północ od torów kolejowych, w rejonie ulic Żeromskiego, Moniuszki i Powstańców Warszawy. Znajduje się tu m.in. Państwowa Szkoła Muzyczna, Zespół Szkół Ekonomicznych oraz siedziba Skarżyskiego Zakładu PKP.

## Zasięg terytorialny
Osiedle obejmuje następujące ulice: Armii Krajowej od nr 2 do nr 8 (parzyste), Górnicza, Kochanowskiego, Konarskiego od nr 2 do nr 24 (parzyste) i od nr 1 do nr 17a (nieparzyste); Moniuszki od nr 2 do nr 36 (parzyste) i od nr 1 do nr 17a (nieparzyste); Plac Floriański; Powstańców Warszawy; Aleja Marszałka J. Piłsudskiego od nr 41 do nr 57 (nieparzyste) : Pułaskiego od nr 2 do nr 30 (parzyste); Rejowska od nr 2 do nr 28 ( parzyste) i od nr 1 do nr 43 (nieparzyste); Pilota Janusza Rybickiego : Sezamkowa; Sokola od nr 1 do końca (nieparzyste); Sporna; Spółdzielcza od nr2 do nr 38(parzyste) i od nr 1 do nr 33 (nieparzyste); Aleja Tysiąclecia od nr 26 do końca (parzyste) i od nr 39 do końca (nieparzyste); Żeromskiego.